# Vilamada
Vilamada (en francès Villemade) és un municipi del departament francès Tarn i Garona, a la regió d'Occitània del sud-oest de França.

## Demografia
| 1962                                       | 1968 | 1975 | 1982 | 1990 | 1999 | 2006 |
| ------------------------------------------ | ---- | ---- | ---- | ---- | ---- | ---- |
| 501                                        | 523  | 541  | 561  | 634  | 673  | 677  |
| Des de 1962: població sense dobles comptes |      |      |      |      |      |      |

## Administració
| Període | Identitat         | Partit |
| ------- | ----------------- | ------ |
| 2001-   | Francis Labruyere | MRG    |